# Synsepalum tsounkpe
Synsepalum tsounkpe är en tvåhjärtbladig växtart som beskrevs av André Aubréville och François Pellegrin. Synsepalum tsounkpe ingår i släktet Synsepalum och familjen Sapotaceae. IUCN kategoriserar arten globalt som starkt hotad.
Artens utbredningsområde är Elfenbenskusten. Inga underarter finns listade i Catalogue of Life.